# Dorfkirche Hohennauen

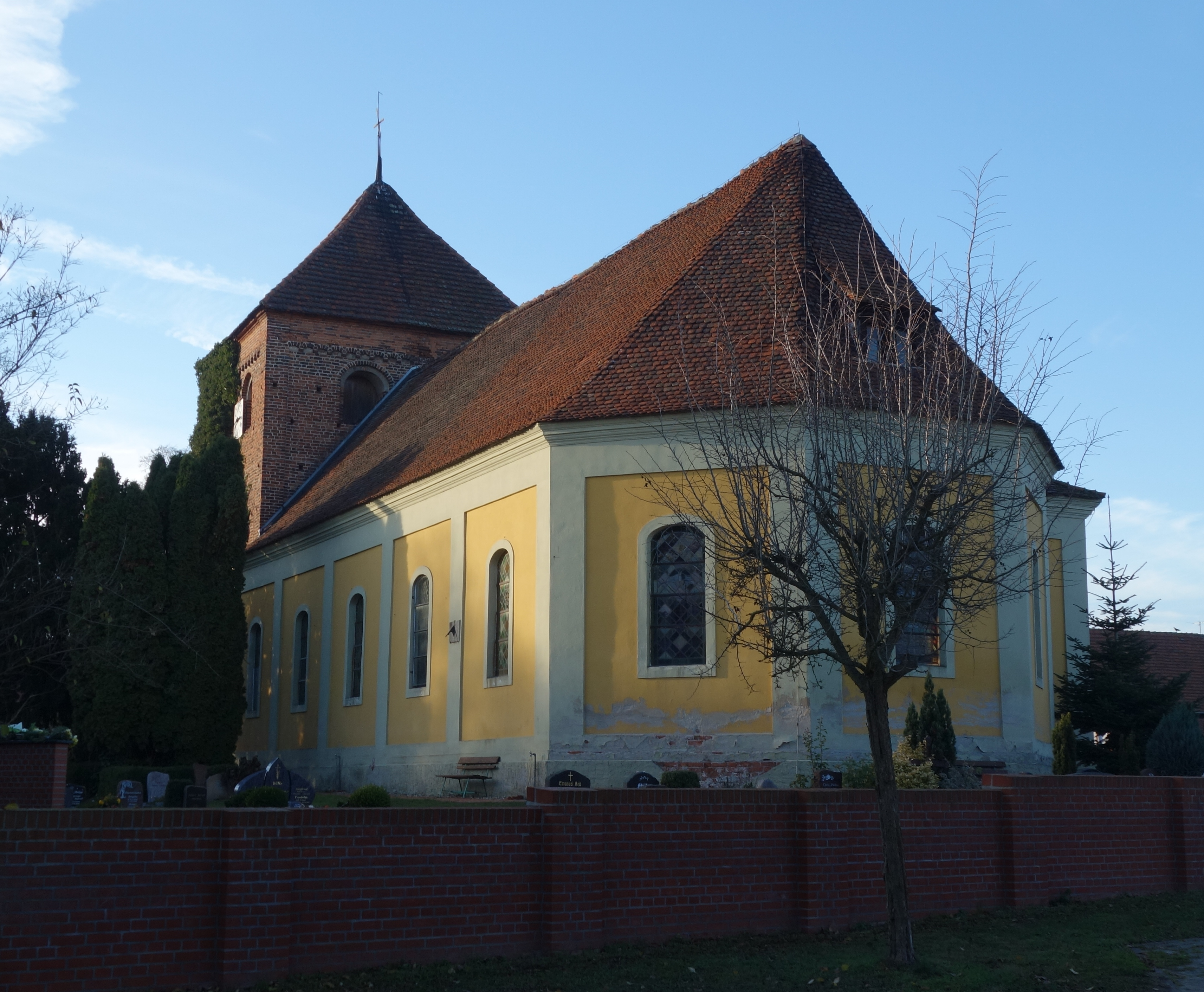
Dorfkirche Hohennauen

Die evangelische Dorfkirche Hohennauen ist eine Saalkirche aus der Zeit um 1720 in Hohennauen, einem Ortsteil der Gemeinde Seeblick im Landkreis Havelland in Brandenburg. Die Kirchengemeinde gehört zum Kirchenkreis Nauen-Rathenow der Evangelischen Kirche Berlin-Brandenburg-schlesische Oberlausitz.

## Lage
Die Bundesstraße 102 führt von Norden kommend in südlicher Richtung durch den Ort. Von ihr zweigt die Seestraße nach Südosten ab. Die Kirche steht zwischen der B 102 und der Seestraße auf einem Grundstück, das mit einer Mauer aus rötlichen Mauersteinen eingefriedet ist.

## Geschichte
Hohennauen wurde erstmals 1312 erwähnt und befand sich zu dieser Zeit im Besitz derer von Hagen. Wie der Bauforscher Dirk Schumann herausgefunden hat, wurde der Kirchturm insgesamt erst 1596 errichtet, nicht nur sein Glockengeschoss. Die Kirche entstand in den Jahren 1710 bis 1720 auf dem Fundament eines Vorgängerbaus. Sie wurde von 1983 bis 1987 renoviert. Anschließend unterblieben weitere Instandhaltungsarbeiten und das Bauwerk wurde vernachlässigt.
Im Jahr 2009 gründete sich ein Förderverein, auf dessen Initiative 2017 der Kirchturm instand gesetzt wurde. 2018 wurden das Kirchendach saniert, das Mauerwerk des Schiffs trockengelegt und der Sockel saniert. Als Ersatz für eine im Ersten Weltkrieg eingeschmolzene Glocke wurde ein neues Geläut angeschafft. Von 2019 bis 2020 wurde der Innenraum saniert. Dabei fanden Arbeiter 15 alte Grabplatten, von denen die älteste auf das Jahr 1576 datiert werden konnte. Unterhalb liegen Familiengrüfte, die jedoch nicht geöffnet wurden. 2020 wird die Orgel instand gesetzt.

## Baubeschreibung

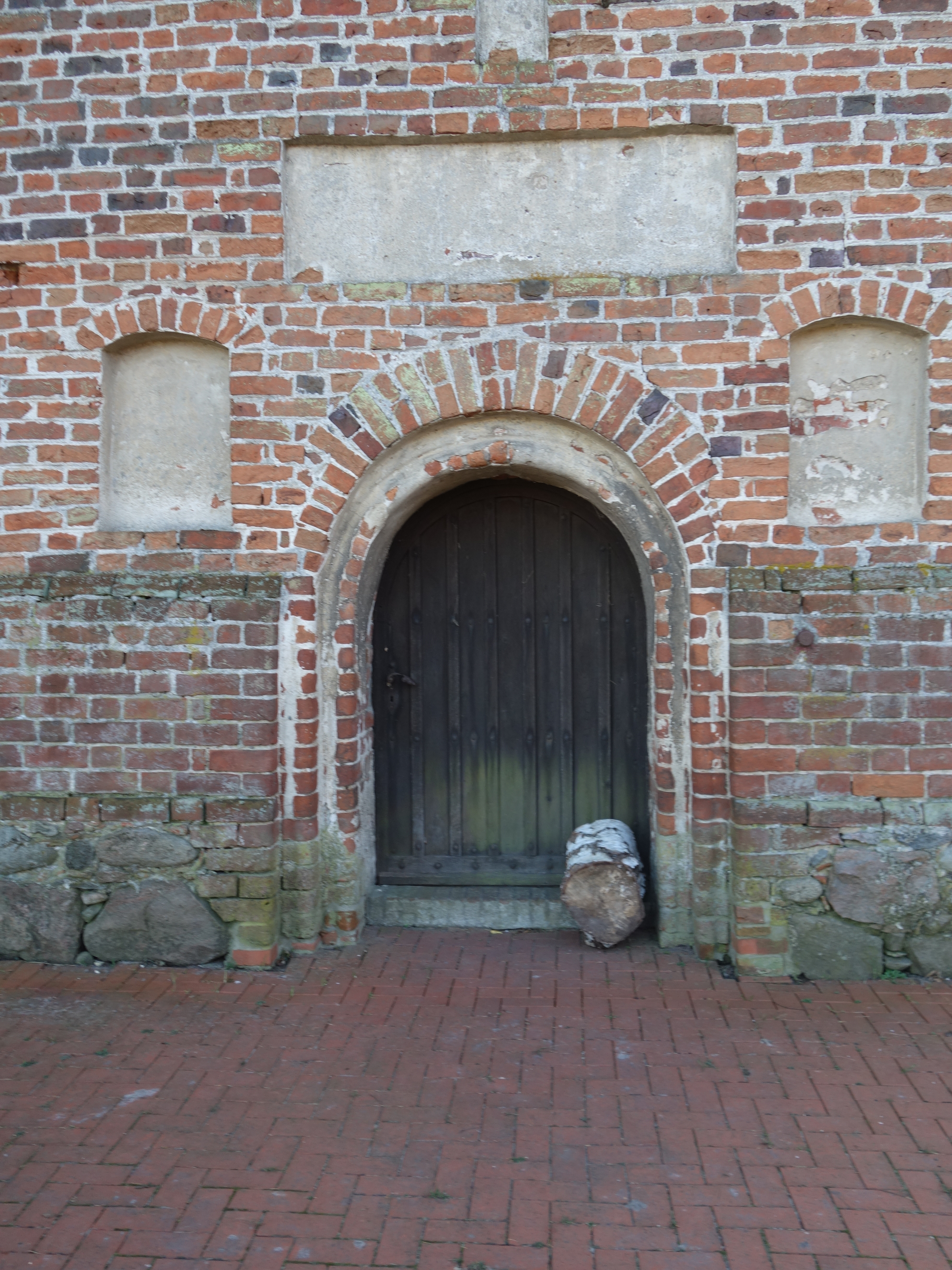
Nordwestportal

Das Bauwerk entstand im Wesentlichen aus Ziegelsteinen, die anschließend verputzt wurden. Der Chor ist nicht eingezogen und besitzt einen dreiseitigen Chorschluss. Durch einen zusätzlich aufgebrachten Putz ist das Bauwerk mit Hilfe von Lisenen in Felder gegliedert. Im Chor befinden sich drei große rundbogige Fenster, deren Form durch Faschen nochmals betont wird.
Das Kirchenschiff hat einen rechteckigen Grundriss. An seiner Nordseite ist ein ebenfalls rechteckiger Anbau, der als Patronatsloge diente. Dort sind vier große Rundbogenfenster sowie mittig ein hochgesetztes Fenster mit einer darunterliegenden Pforte, mit der die Loge von außen betreten werden konnte. Im östlichen Bereich sind zwei weitere, übereinander angeordnete Fenster. Die Südseite des Langhauses ist schlicht gestaltet und besitzt in jedem der sechs Felder ein großes Rundbogenfenster.
Anlässlich der Sanierung durchgeführte Untersuchungen am Kirchturm ergaben, dass dieser Backsteinturm insgesamt erst im 16. Jahrhundert errichtet worden ist. Der Baumeister orientierte sich allerdings nicht an der gerade noch üblichen Spätgotik, sondern an romanischen Vorbildern aus der näheren und weiteren Umgebung. Der Turm ist mithin ein Beispiel retrospektiver Architektur, in diesem Fall auch ein Vorläufer der Neoromanik. Er kann durch ein rundbogenförmiges Portal von Nordwesten her betreten werden. Es ist von drei Blendfeldern umgeben, wie sie an zahlreichen spätgotischen Backsteinkirchen für die Einfügung bildlicher Darstellungen angelegt wurden. Darüber gibt es noch eine Kreuzblende. Im Glockengeschoss sind je zwei rundbogenförmige Klangarkaden, dazwischen eine Turmuhr. Oberhalb eines nach unten geöffneten Frieses ist ein Pyramidendach, das mit einem Kreuz abschließt.

## Ausstattung

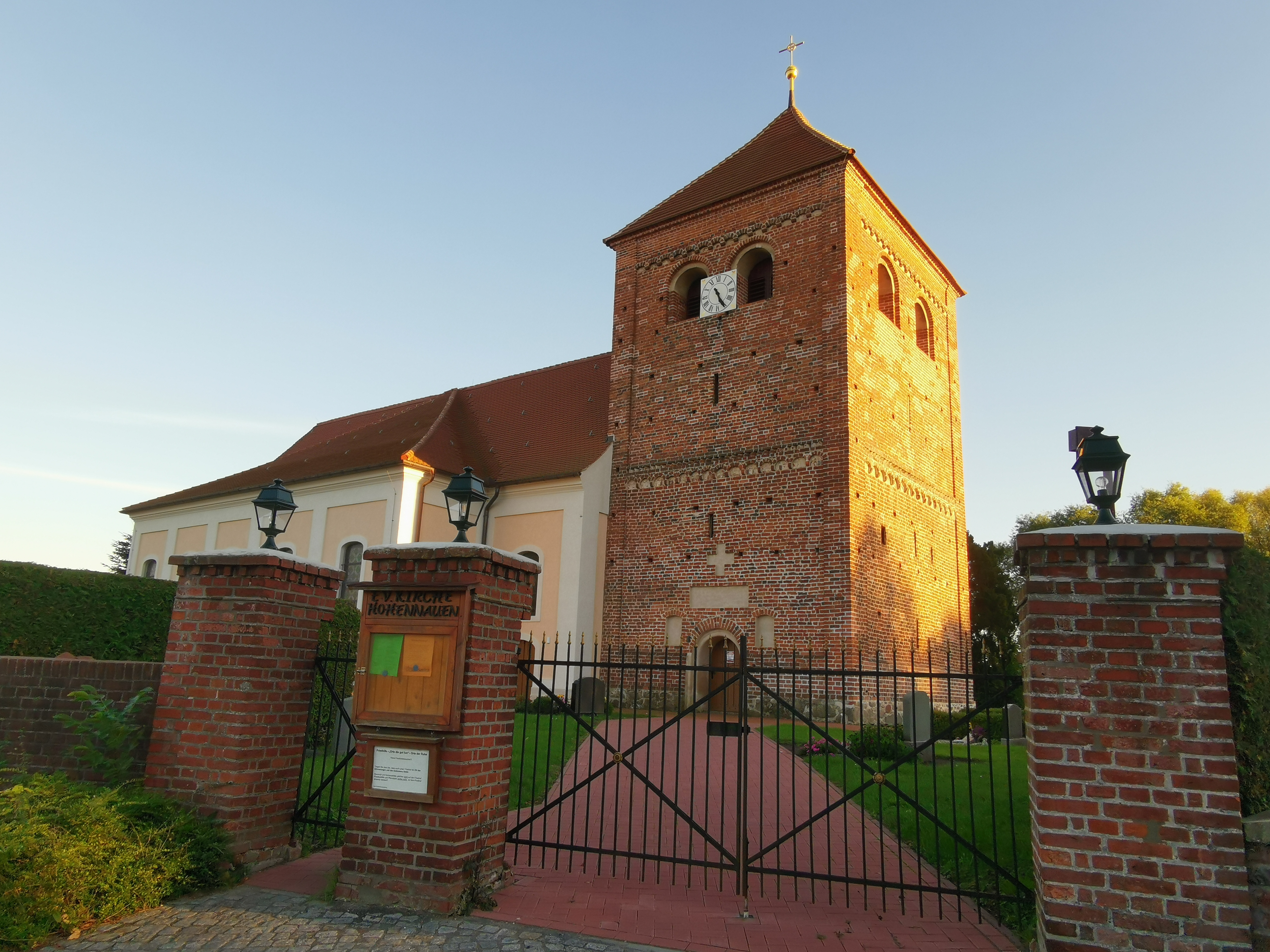
Ansicht von Nordwesten

Die Kirchenausstattung ist überwiegend im Stil der Renaissance gestaltet und stammt vom Vorgängerbau. Das Brandenburgische Landesamt für Denkmalpflege und Archäologische Landesmuseum (BLDAM) bezeichnet sie in seiner Datenbank als „qualitätsvoll“. Das Altarretabel mit Beschlagwerk stammt aus der Zeit um 1600. Es handelt sich um einen dreigeschossigen Aufbau mit Wangen. In der Predella ist das Abendmahl Jesu zu sehen. Das Altarblatt zeigt eine geschnitzte Kreuzigungsgruppe mit vorgestellter Bundeslade, darüber sind Gemälde der Himmelfahrt sowie des Jüngsten Gerichts zu sehen. Seitlich wurden Tabernakel angebracht, in dessen Nischen die Evangelisten platziert wurden. Die seitlichen Wangen zeigen die Geburt, Himmelfahrt, Grablegung und Auferstehung Jesu Christi. Das Werk ist eine Stiftung von Thomas und Cuno von der Hagen.
Die Kanzel von 1610 steht auf einer Säule und kann durch eine kleine Treppe erreicht werden. In neun Brüstungsfeldern sind Jesus Christus, Johannes der Täufer, Moses, David, die vier Propheten sowie der Evangelist Johannes abgebildet. Darüber ist ein Schalldeckel. Es handelt sich um eine Stiftung von Arend, Friedrich und Thomas von der Hagen. Die Fünte wurde aus Sandstein im Jahr 1608 geschaffen und ist eine Stiftung von Wiprecht von der Hagen. Die Fünte hat eine sechseckige Kuppa, die mit Puttenköpfen verziert sind. Am Aufgang hängt ein hölzernes Epitaph, das an den 1708 verstorbenen Gebhard Christopher von Rauchhaupt erinnert.
An der Nordseite steht auf Säulen eine verglaste Patronatsloge, die mit einem plastischen Dekor und bemalten Brüstungsfeldern verziert ist. Unterhalb der westlichen Patronatsloge steht ein Sandsteinsarkophag aus der Zeit um 1730 für Familienmitglieder derer von Hagen.
Zur weiteren Kirchenausstattung gehören zwei vom BLDAM als ebenfalls „qualitätsvoll“ bezeichnete Epitaphe. Sie erinnern an den 1756 verstorbenen Thomas Philipp von der Hagen und seine 1759 verstorbene Ehefrau Catharina Hedwig sowie an F. E. Meyer den Jüngeren aus Berlin. Die Konsolen sind mit einer Inschrift verziert; darüber ovale Porträts der Verstorbenen mit ihren Wappen. Das zweite Epitaph erinnert an den 1762 verstorbenen Cuno Friedrich von der Hagen. Sein Sarkophag ist mit einem aufgemalten Stammbaum, zwei Putten und Trophäen verziert. Eine Grabplatte vor dem Altar erinnert an den 1797 verstorbenen Thomas Philipp von der Hagen.
Die Westempore schwingt in ihrer Mitte ein wenig vor und schafft damit Platz für die Orgel mit einem Prospekt aus der Zeit um 1738. Der ursprüngliche Erbauer ist nicht bekannt. Im Jahr 1906 setzte die Firma Alexander Schuke Potsdam Orgelbau ein neues Instrument in das vorhandene Gehäuse. Es besitzt zehn Register, zwei Manuale und Pedal. Ihre Disposition wurde 1963 von Hans Voit geändert. Das Instrument wurde 1986 von der Mitteldeutschen Orgelbau A. Voigt restauriert.
Der Innenraum wird von einer Stuckdecke mit Voute überspannt.